# 고대 로마의 화장품
고대 로마의 화장품은 고대 로마에서 사용했던 화장품을 가리키는 단어이다.

## 설명
고대 로마에서 의식 목적으로 처음 사용된 화장품은 일상 생활의 일부였다. 독일, 갈리아, 중국에서 수입된 것과 같은 일부 유행하는 화장품은 너무 비싸서 렉스 오피아는 기원전 189년에 화장품 사용을 제한하려고 했다. 이러한 "디자이너 브랜드"는 가난한 여자들에게 판매되는 값싼 모조품을 낳았다. 노동 계급 여성은 더 저렴한 품종을 살 여유가 있었지만 화장을 할 시간이 없었을 수 있다. 기상 조건과 열악한 구성으로 인해 화장품을 하루에 여러 번 다시 발라야 했기 때문에 화장을 하는 것이 시간이 많이 걸리는 일이었기 때문이다. 화장품은 사적으로 적용되었는데 대개 남자들이 들어오지 않는 작은 방에서 했다. 여주인을 장식하는 여성 노예인 코스메태는 특히 그들의 기술로 칭찬을 받았다.  그들은 메이크업, 향수 및 보석을 포괄하는 라틴어인 cultus로 여주인을 아름답게 꾸몄다. 향기 또한 아름다움의 중요한 요소였다. 좋은 냄새가 나는 여성은 건강하다고 생각되었다. 당시 화장품에 사용된 많은 성분의 악취로 인해 여성들은 종종 많은 양의 향수에 흠뻑 젖었다. 기독교에 다니는 여성들은 하나님께서 주신 것을 찬양해야 한다는 신념으로 화장품을 피하는 경향이 있었다. 남자들 중에서 크로스드레싱을 한 사람들은 화장품을 사용했지만 화장품은 여성스럽고 부적절한 것으로 여겨졌다. 모든 화장품 성분은 다양한 질병을 치료하는 약재로도 사용되었다. 납은 독성이 있는 것으로 알려져 있었지만 여전히 널리 사용되었다.

## 같이 보기
- 고대 로마
- 화장품